# Peter Scheemakers
Peter Scheemakers (Anversa, 16 gennaio 1691 – Anversa, 12 settembre 1781) è stato uno scultore fiammingo di religione cattolica, che lavorò per la maggior parte della sua vita a Londra.

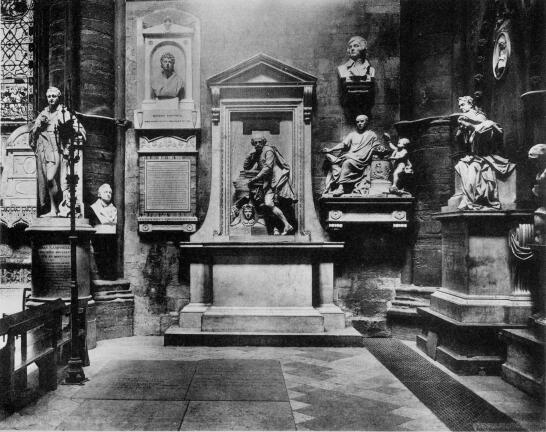
Il memoriale di Shakespeare nell'Abbazia di Westminster (opera di Scheemakers)

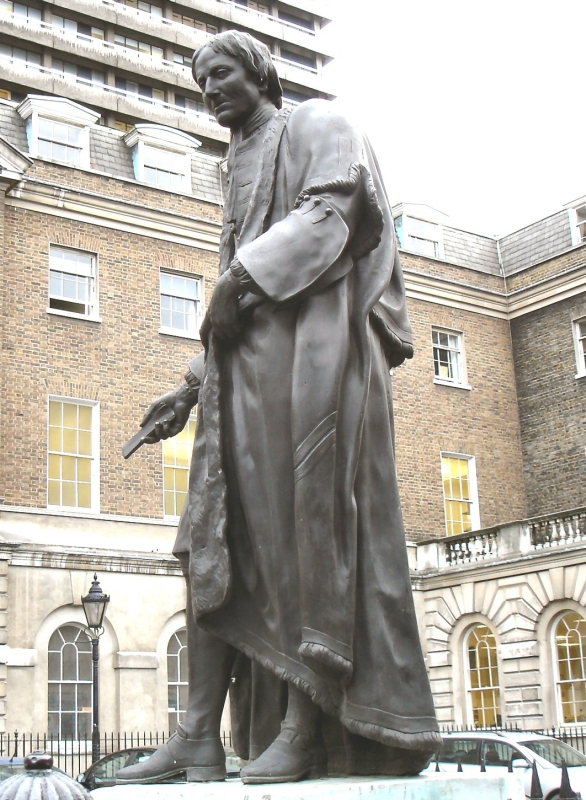
Stata di Thomas Guy a Londra

Scheemakers è principalmente noto per la realizzazione della scultura dedicata a William Shakespeare, disegnata da William Kent ed eretta nel Poets' Corner all'interno dell'Abbazia di Westminster nel 1740, e di quella dedicata a John Dryden, sempre nella stessa chiesa.

## Biografia
Scheemakers apprese le tecniche scultoree da suo padre e da Laurent Delvaux.
Dopo aver visitato la Danimarca, camminò fino a Roma, dove studiò gli stili della scultura neoclassica e barocca.
Successivamente, nel 1716, si stabilì a Londra.
Dal 1728 al 1735, soggiornò nuovamente a Roma, per poi trasferirsi nuovamente in Inghilterra, dove risiedette dal 1735 al 1770.
Per un certo periodo di tempo lavorò assieme a Francis Bird e fu maestro, tra gli altri, di Joseph Nollekens.
Verso la fine della sua vita, fece ritorno ad Anversa, la sua città natale, ove morì.
Anche suo figlio Thomas e il fratello Henry Scheemakers furono scultori.

## Opere

### L'Abbazia di Westminster
Nell'Abbazia di Westminster si trovano quindici opere (monumenti, figure e busti).
Due furono eseguite in collaborazione con il suo maestro Delvaux: quella per "Hugh Chamberlen" (morto nel 1728; pertanto l'opera dovrebbe essere stata eseguita durante la sua prima presenza a Londra) e quella per "Caterina, duchessa di Buckinghamshire".
L'opera di Peter Scheemakers più nota è il suo monumento a Shakespeare (1740), ma, poiché fu disegnata da Kent, la paternità dell'opera non è esclusiva di Scheemakers.
Oltre a queste opere, ci sono i monumenti per l'Ammiraglio Sir Charles Wager, il Viceammiraglio Watson, il Tenente-Generale Percy Kirk, il visconte Lord George Howe, il Generale Monck e Sir Henry Belasye.
I suoi busti di John Dryden (1720) e del Dott. Richard Mead (1754), anch'essi nell'Abbazia, sono esempi noti delle sue opere minori.

### Altre opere in Inghilterra
Oltre alle opere conservate nell'Abbazia di Westminster, in Inghilterra vi sono le seguenti opere di Scheemakers:
- i monumenti per il I e il II duca di Ancaster a Edenham, Lincolnshire;
- quello per il lord cancelliere Hardwicke a Wimpole, Cambridgeshire;
- il monumento per il duca di Kent, le sue mogli e le figlie, a Fletton, Bedfordshire;
- quello per il conte di Shelburne, a Wycombe, Bucks;
- la figura sul sarcofago di Montague Sherrard Drake, a Amersham[3];
- il memoriale per Topham Foote (o Foot) nella chiesa parrocchiale di San Giovanni Battista a Windsor, Berkshire. Questo monumento funebre, che comprende il busto del giovane e lo stemma di famiglia dei Foote, saluta i visitatori che accedono al castello di Windsor dall'entrata principale di High Street, solo a 90 m dall'accesso di Enrico VIII;
- il memoriale per la famiglia Petty, per segnalare il luogo di sepoltura della famiglia all'interno della chiesa parrocchiale di Tutti i Santi a High Wycombe; in esso la famiglia è mostrata in abiti romani.

### Irlanda
Nel 1743, Mary Coghill eresse la chiesa parrocchiale di Clonturk (ora Drumcondra Church) in memoria del fratello Marmaduke Coghill e pose in essa una statua del fratello realizzata da Peter Scheemakers.

## Lascito
Tra il 1970 e il 1993, un'immagine della statua di Shakespeare realizzata da Scheemakers apparve sul retro delle banconote da 20 sterline della Serie D emesse dalla Bank of England.
A fianco della statua vi era un'incisione della scena del balcone dell'opera teatrale Romeo e Giulietta.